# Bene Géza (festő)

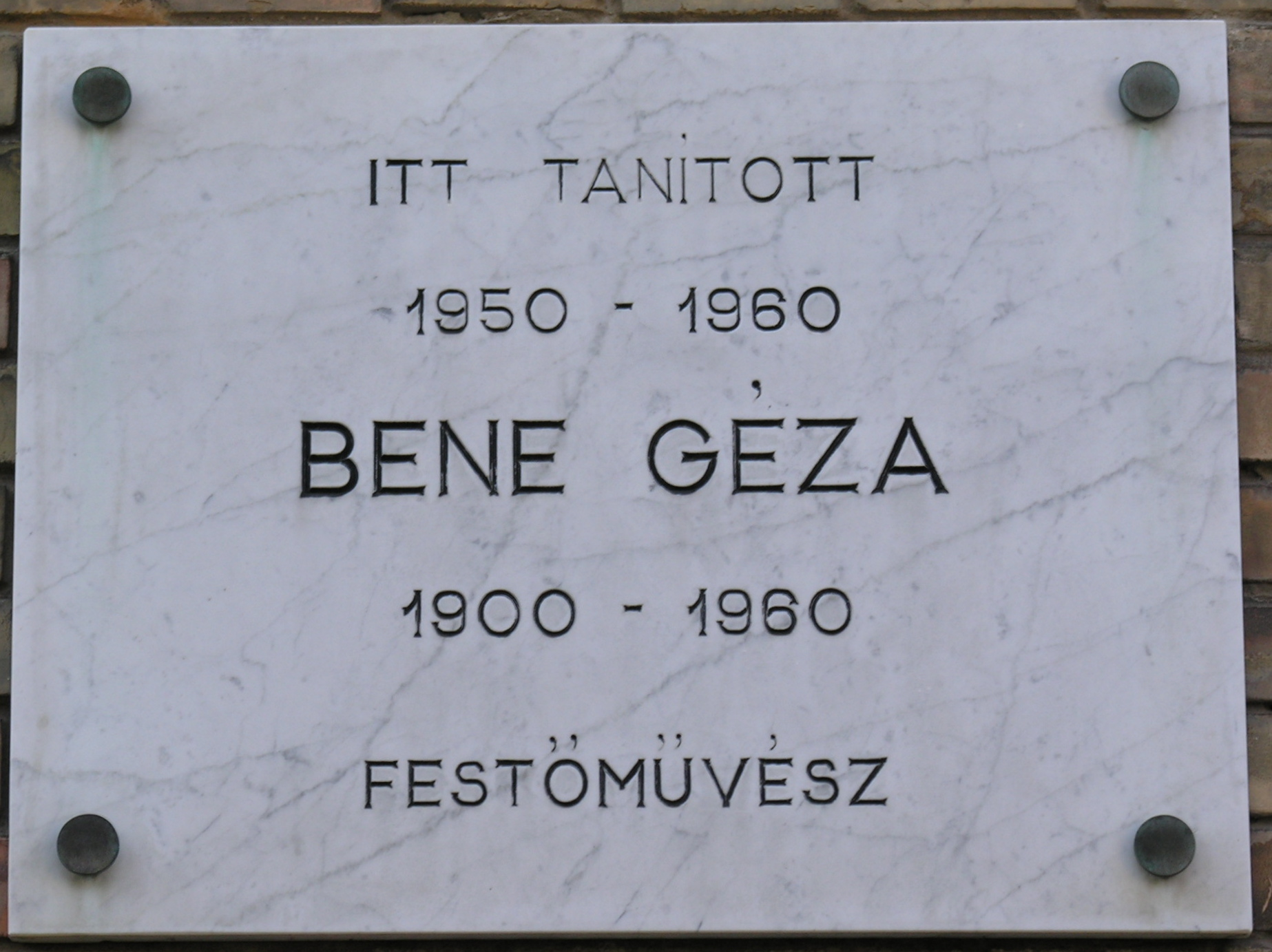
Emléktáblája Budapest XIV. kerületében

Bene Géza (Csáca, Trencsén vármegye, 1900. április 1. – Budapest, 1960. május 22.) magyar festő, grafikus.

## Élete, munkássága
Bene Géza rajzkészsége már gyermekkorában annyira nyilvánvaló volt, hogy tízéves korában az egyik kis festményét kiküldték a müncheni gyermekrajz-kiállításra, amivel első díjat nyert. Apja vasutas volt Iglón, a fiú ott nőtt fel, majd apja kívánságára tanítóképzőt végzett (1918). Érdekes, hogy Iglón volt Csontváry Kosztka Tivadarnak is az a gyógyszertára, ahonnan elindult, hogy festőművész legyen, és Bene Géza is hasonló álmokat szövögetett. A vasutasoknak és családtagjaiknak járó szabadjegy révén beutazta fél Európát, járta a neves múzeumokat és képtárakat, megismerte a friss művészeti irányzatokat. Az első világháború idején besorozták, de az olasz frontról kórházba került, a háború testileg-lelkileg megviselte.
1920-ban Budapestre utazott, ahol beiratkozott a Képzőművészeti Főiskolára. Vaszary János osztályába került, rajztanára pedig Olgyai Viktor volt. Saját erejéből tartotta el magát (pékségben is dolgozott), miközben elhivatottan végezte tanulmányait (fontos megjegyezni, hogy Bene Géza egész életében rajztanító volt Békásmegyeren és Budapesten, bár mindig is arra vágyott, hogy csak a festészettel foglalkozhasson). 1922-ben római ösztöndíjat nyert, de ezt valamilyen oknál fogva nem vette igénybe, és elnyerte a Szinyei Társaság díját is. Visszavonuló, kissé elkülönülő, sőt magányos, szemlélődő alkat volt már fiatalkorában is. Főiskolás korában Szőnyi István, Aba-Novák Vilmos és Nagy Balogh János hatását lehet felfedezni művein. Részt vett a két világháború közötti művészeti mozgalmakban (KÚT vagy KUT – Képzőművészek Új Társasága, ÚME vagy UME – Új Művészek Egyesülete). 1926-ban a KÚT kiállításán jelent meg először képeivel a nyilvánosság előtt (Napsütés, Ülő lány, A Svábhegy télen). Ezután kiállítások során szerepelt itthon és külföldön (Bochum, Bécs, Krakkó, Fiume), még zsűritag is volt. Pestszentlőrincen lakott, sokat járta a természetet, motívumokat kutatva. Gyakran ellátogatott Szentendrére is, de a művésztelepnek sohasem volt a tagja, nem is ment be soha a telepre. 1931-ben gyűjteményes kiállítása volt Radnay Margit keramikussal közösen, majd még ugyanebben az évben az UME Nemzeti Szalonban rendezett kiállításán vett részt temperaképekkel (Fekvő akt, Tájkép, Arckép). 1932-ben készült el addigi pályafutásának korszakos jelentőségű képével, a Táj lovakkal című tempera-akvarell kompozícióval. Tiszta színekkel építkezett, a színfoltok elkülönültek egymástól, képei tömörek voltak. Művészetét a természet, az erdők, mezők szeretete inspirálta. Kiállítás kiállítást követett, 1936-ban ismét gyűjteményes kiállítása volt, ezúttal Szomor László szobrásszal együtt, a Tamás-galériában.
A második világháború alatt – elsősorban anyagi okokból – főleg színes tinta- és tusrajzokat, akvarelleket készített. Korábban is jellemző volt rá, hogy festményein alkalmazott elképzeléseit először grafikákon kísérletezte ki, most ezek a művek a háború utáni képeinek előképét jelenítették meg, jelezték, hogy új korszak kezdődik művészetében: a fény és az árnyék megoldásával kísérletezett. Új képein a vetett árnyékok kompozíciós elemmé váltak. Benénél gyakori a különböző technikák keverése egy képen belül, gyakran alkalmazta például azt a módszert, hogy a kontúrokat és az árnyékok magját tussal rajzolta meg, a felületeket pedig akvarellel alakította ki. Így érte el azt a hatást, amely képeinek jellegzetes tömörségükben is könnyed, levegős hatást kölcsönzött. A háború alatt készült grafikák tanulságát a Piros fák (1946) című olajfestményén foglalta össze, s mint ilyen, ez is korszakos képnek számít életművében. 1947-ben az Alkotás művészházban volt gyűjteményes kiállítása (E. Kandó Gyula festővel és Gádor Magda szobrásszal közösen). A kiállítás katalógusának előszavát Rabinovszky Máriusz írta.
Az 1950-es években olyan erőteljes és színgazdag műveket alkotott – saját útját járva –, amely Domanovszky Endre és Barcsay Jenő munkáit idézik. Tájakat, a természetet festette, néha portré jellegű képeket (Baby virággal, 1950; Baby, 1953). A politikai indíttatású művészeti elképzelések nem kedveztek Bene Géza megítélésének, az absztrakciót kifejezetten elítélték, sokkal inkább a realizmust helyezték előtérbe. Bene nem volt ugyan absztrakt művész, de tájait erősen elvonatkoztatva ábrázolta, az évtized végén megjelenő erőteljes kontúrok alkalmazása még ki is hangsúlyozta ezt a törekvését. Emiatt a következő években (1948-tól 1957-ig) teljesen visszavonultan alkotott, nem vett rész kiállításokon, a rajztanítás mellett festett otthon (mert műterme sohasem volt). Rajztanári munkáját szívesen végezte, és 1949-ben gyermekrajz kiállítást rendezett Békásmegyeren, az általános iskolában. Egy 1958-as balatoni kiránduláson találkozott a halál élményével, ennek hatására festette Vízparton című képét. Életének utolsó gyűjteményes tárlata a Műcsarnokban volt. A nagy sikerű kiállítás vendégkönyvébe Kodály Zoltán ezt írta: „Ez nemcsak festészet, hanem tiszta zene is.” Bene Géza nem sokkal ezután, 1960-ban elhunyt, a Farkasréti temetőben nyugszik.
Halála után Berda József, a jóbarát költő írta ezt az epigrammát a képek költőjéről:

A lázas-lázongó látomások egyre

merészebb képköltője voltál s tán ezért

égett el életed idő előtt. A tested

porlad el csupán, de a művek által

felszentelt kéz bátor bizonyságai tovább

élnek; hirdetvén lelkednek lángolóbb,

valóban forradalmi hevületét!

## Emlékkiállításai
- Janus Pannonius Múzeum, Pécs (1960)
- Balassa Bálint Múzeum, Esztergom (1963)
- Savaria Múzeum, Szombathely (1964)
- Tihanyi Múzeum, Tihany (1967)
- Magyar Nemzeti Galéria, Budapest (1980)
- Kecskeméti Képtár, Kecskemét (1995)
- Somogyi Galéria, Pápa (1997)
- Haas Galéria, Budapest (1998)